# Gyrinoides
Gyrinoides là một chi bọ cánh cứng trong họ Gyrinidae.
Chi này được miêu tả khoa học năm 1856 bởi Motschulsky.

## Các loài
Chi này gồm các loài:
- Gyrinoides limbatus Motschulsky, 1856